# Peter Christian Schumacher
Peter Christian Schumacher (26. januar 1743 i København – 8. maj 1817 på Beyerholm, Ollerup Sogn) var en dansk diplomat og amtmand, bror til Jens Reimert Schumacher.

## Uddannelse
Han var søn af taksator, senere toldinspektør i København, etatsråd Cornelius Schumacher (1703-1777) og Elisabeth født Reiersen (1718-1755). I sit 13. år blev han student med udmærkelse, og 1760 tog han latinsk-juridisk eksamen. 1766 udnævntes han til sekretær i Tyske Kancelli og gik 1770 over i det nye departement for udenrigske sager. Grev Adolph Sigfried von der Osten sendte ham 1771 som konsul til Marokko, 1777 udnævnte grev Andreas Peter Bernstorff ham til legationssekretær i Sankt Petersborg med titel af legationsråd, og da gesandten, oberst Hans Adolph Ahlefeldt, 1779 rejste hjem, overdroges det Schumacher at fungere under hans fraværelse som chargé d'affaires.

## Lydighed mod von der Osten, forræderi mod Bernstorff
Det var midt i Den nordamerikanske Frihedskrig, Spanien havde fulgt Frankrigs eksempel, og da Bernstorff frygtede for, at England skulle gå alt for svækket ud af den ulige kamp, var han villig til at indgå en alliance, i hvilken Danmark og Rusland skulle støtte England, mod at der tilstedes den danske og russiske skibsfart vigtige fordele. Schumacher instrueredes med gehejmestatsrådets billigelse til at søge at vinde den russiske udenrigsminister Nikita Ivanovich Panin for denne plan. Men enkedronning Juliane Marie, Arveprinsen og kabinetssekretæren Ove Høegh-Guldberg var heftige fjender af England, og der skreves derfor fra hoffet til Schumacher, at han ikke skulle udføre de ordrer, som han modtog om en sådan alliance fra Bernstorff, ligesom han endog bemyndigedes til, om fornødent, at forevise Panin Arveprinsens egenhændige instruks herom. Medens Bernstorff troede og efter Schumachers indberetninger måtte tro, at hans ordrer blev rigtig udførte, meddelte Schumacher først den preussiske gesandt, Johann Eustach von Görtz, og senere Panin Arveprinsens brev. Resultatet blev, at Rusland afviste det engelske allianceforslag og derimod udstedte deklarationen af 28. februar 1780, som Danmark da måtte slutte sig til. Det er vel muligt, at det samme ville være sket, omend Schumacher havde gjort sin pligt og fulgt sin chefs instrukser, men hvis en sådan alliance var blevet sluttet, var vort forhold til England måske blevet et helt andet, end det blev i 1801 og 1807. Ærgerrighed og håbet om at kunne nå videre ved hoffets end ved den stærkt aristokratiske Bernstorffs hjælp forklare Schumachers opførsel, men ved siden deraf følte han også en lidenskabelig uvilje mod det af Bernstorffs repræsenterede fremmede element i statsstyrelsen. Det er interessant at se, hvorledes de to eneste borgerlige danskere, der under Bernstorfferne nåede op til selvstændige diplomatiske poster, Christopher Vilhelm Dreyer og Schumacher, begge sluttede sig til Bernstorffs modstander Osten. Ingen af dem havde noget at beklage sig over, den ældre Bernstorff havde draget dem frem, og den yngre forfremmede dem og satte fortjent pris på deres dygtighed, men begge foretrak de dog den i øvrigt lidet sympatiske Osten, og navnlig Schumacher vedblev altid at stå i fortroligt forhold til denne, der også var den, som anbefalede ham til Guldberg. På et senere tidspunkt trådte Schumacher i øvrigt offentlig frem med et lidenskabeligt angreb på den overvejende tyske indflydelse i vor overordnede statsstyrelse og det sociale liv i København.

## Fald fra magten
Da Bernstorff 13. november 1780 havde fået afsked, belønnedes Schumacher af magthaverne. Frederik Güldencrone, der efter Ahlefeldts rappel 28. juli 1780 var udnævnt til hans efterfølger, kom ikke til at tiltræde denne post. Derimod avancerede Schumacher 1781 til ministerresident og etatsråd, 1782 til gesandt og konferensråd, adledes 4. september 1782 og blev kammerherre 1783. Men efter regeringsforandringen 1784 kom straffen. Bernstorff, der først efter sin afgang 1780 havde fået underretning om Schumachers forræderi, rappellerede ham 4. juni 1784, og dermed var Schumachers diplomatiske karriere afsluttet, og han kom på ventepenge.

## Amtmand
I årene efter sin afskedigelse drog Schumacher på en rejse til udlandet, som varede flere år, og 1787 købte han den lille ejendom Osterholt ved Itzehoe, hvor førte en stille tilværelse præget af litterære
sysler. Han ville dog gerne tilbage i statstjenesten, og gennem kronprinsens nære ven Johan Bülow blev han 1789 udnævnt til amtmand over Nyborg og Tranekær Amter. Ti år senere fortsatte han som amtmand over Svendborg Amt. Schumacher slog sig først ned i Faaborg, men erhvervede siden ejendommen Beyerholm i Ollerup Sogn. Han lagde mange kræfter i sit nye embede, var levende optaget af økonomiske spørgsmål og arbejdede på at reformere det stedlige fattigvæsen.
Schumacher nærede dog stadig mistillid til den tyske samfundselite, hvilket ses af hans bevarede korrespondance med Bülow. Senere optrådte han med iver for Frederik VI's kandidatur til den svenske trone og udkastede planen til et dramatisk lejlighedsdigt, der skulle udbredes mellem befolkningen i Skåne og stemme den for en forening, men som var mere velment end politisk eller æstetisk betydeligt.
Regeringen påskønnede hans embedsvirksomhed: 31. juli 1815 blev han Ridder af Dannebrog, og 1817 fik han gehejmekonferensrådstitlen. Samme år 8. maj døde han ugift.
Han er begravet på Vester Skerninge Kirkegård.
Han stiftede 1783 et legat på 2000 rigsdaler, hvis renter årligt udbetales til 20 personer i Vester Skerninge Sogn. Efter hans ønske udbetales beløbet på hans gravsted.
Han er gengivet i en silhouet af F.G. Sideau ca. 1782–83.